# Modo inactivo
Modo inactivo o Quiesce es una pausa en el estado de los procesos que se ejecutan en un computador, en particular los que podrían modificar la información almacenada en disco durante una copia de seguridad con el fin de garantizar una copia consistente y utilizable.

## Tipologías
Varios proveedores de bases de datos y aplicaciones dan apoyo a esta función, incluyendo:
- Symantec's Livestate - incluye un proceso de poner en modo inactivo, al igual que las instantáneas en VMware VI3 y las características de VCB. Symantec es compatible con Exchange y SQL.

- VMware lo soporta en su sistema de E/S.

- IBM DB2 da soporte a un comando de modo inactivo que se usa para activar un estado por el cual todos los usuarios quedan excluidos de una base de datos o de una instancia de bases de datos. De forma de realizar tareas administrativas.[1]

- Oracle también soporta un comando de modo inactivo desde la versión 9i que permite a los usuarios existentes, seguir utilizando los recursos, pero no permite la obtención de nuevos recursos disponibles. "En ocasiones es posible que se desee poner una base de datos en un estado que solo se permitan las transacciones, las consultas, los resultados o declaraciones PL/SQL de DBA. Este estado se conoce como "quiesce" o modo inactivo, en el sentido de que no hay transacciones en curso, ni se ejecutan en el sistema, consultas, resultados o declaraciones PL/SQL que no pertenezcan a DBA."

- IBM DB2 para z/OS, OS/390 y el sistema operativo i de IBM, disponen de un comando llamado QUIESCE que se utiliza para hacer escribir todos los datos pertenecientes a una determinada base de datos (una entidad lógica en un subsistema DB2) de los búferes, ayudando a programas a obtener acceso drenando los conjuntos de datos rápidamente.

- IBM DB2 para z/OS y OS/390 también es compatible con un comando SET LOG SUSPEND que técnicamente, deja de escribir en el registro y de hecho, congela toda actividad en la base de datos (excepto para la mayoría de las consultas). Este modo se utiliza a veces para los regímenes de copia de seguridad de tipo instantáneas, que tienen una duración de menos de un segundo, asegurando que los datos respaldados se encuentra en un estado coherente. Esta orden se revierte con el comando SET LOG RESUME.

- Un cierre correcto en WebSphere MQ es llamado quiescing.[2]

- Sybase ASE 12.0 y versiones superiores soportan el comando "quiesce database" que impide que cualquier proceso de ejecución de comandos, escriba en el registro de transacciones. El objetivo principal es detener todas las actividades de actualización sobre los archivos de la base de datos para que puedan ser copiados o realizar una copia de seguridad con una utilidad del sistema operativo. Mientras la base de datos se encuentra en modo inactivo, todavía está disponible a los usuarios para consultas de sólo lectura.

- Microsoft Windows SharePoint Services 3.0 y Microsoft Office SharePoint Server 2007/2010 soportan una opción de quiesce (modo inactivo) en la ventana de administración central de operaciones. Esto permite a un administrador, detener la granja de servidores de aceptar nuevas conexiones de usuarios y poco a poco las aplicaciones quedan fuera de línea sin causar pérdida de datos. Microsoft Dez también utiliza esta terminología.

- JADE, un sistema de base de datos orientada a objetos, puede realizar una copia de seguridad en quiesce (modo inactivo) con el parámetro "quiesce = true ". La base de datos se coloca en un estado de reposo, permitiendo transacciones activas se completen para luego vaciar los búferes de modificación de la memoria caché de la base de datos. Durante una copia de seguridad en quiesce (modo inactivo), no están permitidas la actualización de las transacciones y los intentos para ejecutarlas, producen una excepción en la base de datos.